# Wally Cox
Wally Cox, właściwie Wallace Maynard Cox (ur. 6 grudnia 1924 w Detroit w stanie Michigan, zm. 15 lutego 1973 w Los Angeles w stanie Kalifornia) – amerykański komik i aktor. Dwukrotny laureat nominacji do nagrody Emmy.

## Życiorys
Karierę aktorską rozpoczął w 1948 roku. W latach 1964–1973 podkładał głos pod tytułowego bohatera kreskówki NBC/CBS Super Pies (Underdog). Był też głównym bohaterem sitcomu NBC Mr. Peepers (1952–1955).
Trzykrotnie żonaty; 7 czerwca 1954 roku poślubił Marilyn Gennaro, 7 września 1963 zawarł związek małżeński z Milagros Tirado, z którą miał dwoje dzieci (rozwód w maju 1966), a w 1967 pojął za żonę Patricię Tiernan. Był osobą biseksualną. W dzieciństwie był przyjacielem Marlona Brando. Później Cox i Brando zostali kochankami.
Autor dwóch książek: My Life As A Small Boy (1961) oraz Ralph Makes Good (1965).
Zmarł w wieku czterdziestu ośmiu lat. Przyczyną zgonu był zawał mięśnia sercowego.